# فرنانده بوشاتای
فرنانده بوشاتای (فرانسوی: Fernande Bochatay‎؛ زادهٔ ۲۳ ژانویهٔ ۱۹۴۶) ورزشکار اسکی آلپاین اهل سوئیس است.
وی در مسابقات کشوری و بین‌المللی در مجموع برندهٔ ۱ مدال برنز شده‌است.